# Poste de commandement Jupiter
Pour les articles homonymes, voir Jupiter.
Le poste de commandement Jupiter (ou PC Jupiter en forme abrégée) est une structure se situant dans le bunker du palais de l'Élysée à Paris, siège de la présidence française, sous l'aile Est.

## Description
Ce poste de commandement situé à 70 mètres sous terre et d'une surface de 280 m2 est équipé de moyens de communications et de protection pour permettre au président de la République française et à ses conseillers de gérer les situations de crise et de pouvoir rester en contact en toutes circonstances avec les autres entités gouvernementales, les centres de commandement militaire et les gouvernements étrangers.
Le PC Jupiter s'ouvre par une porte blindée, les murs y sont gris fer, avec une moquette bleue.
Le PC fait « cage de Faraday » : les discussions qui y ont lieu ne sont donc pas interceptables. Ce bunker serait prévu pour résister à une attaque nucléaire.

## Histoire
À l'origine, le bunker fut construit pour le président Albert Lebrun sous l'aile Est du palais en 1940, durant la drôle de guerre.
Se rendant compte que les outils permettant le déclenchement de l'arme nucléaire étaient dans une armoire en fer au rez-de-chaussée de l’Élysée, Valéry Giscard d'Estaing installe en 1978 dans l'ancien abri anti-aérien le « Poste de commandement Jupiter ». La pièce est reliée au centre de planification et de conduite des opérations (CPCO) de l'État-Major des Armées, situé à la limite sud-ouest de la capitale. Le président peut accéder au PC depuis ses appartements privés grâce à un escalier dérobé.
Ce poste de commandement comprend plusieurs bureaux, dont un pour le président, une salle de réunion ainsi que le système de déclenchement de la force de dissuasion nucléaire française. Il dispose de deux petites consoles numériques et deux grands écrans de télévision au mur.
De multiples opérations extérieures sont lancées par le président de la République depuis le PC Jupiter. C'est par exemple de là que le président François Mitterrand lance l'opération « Brochet » visant à attaquer une formation pro-iranienne en représailles de l'attentat du Drakkar.
Il a été rénové en 1969, puis en 2015[réf. souhaitée].
Sous la présidence d'Emmanuel Macron, c’est depuis ce poste de commandement que la participation française à l'opération militaire en Syrie a été dirigée. Le bunker de l’Élysée a été le lieu de nombreux conseils de défense durant la crise sanitaire de 2020.
Il est de nouveau utilisé le 24 février 2022 lors d'un conseil de défense concernant l'invasion de l'Ukraine par la Russie.

## Procédures
L'investiture du président nouvellement élu comporte la « présentation de la posture » des forces nucléaires, dans le PC Jupiter. Le fonctionnement du PC et de la force nucléaire est expliqué au nouvel élu. Le président assiste à ce cérémonial en principe seul, mais peut être accompagné d'un de ses plus proches collaborateurs.
Les Conseils de défense et de sécurité se tiennent chaque semaine dans le PC Jupiter.
À une date inconnue a été créée la sacoche nucléaire française, qui se veut être un PC Jupiter portatif, pour les situations où le président de la République ne peut pas se rendre au PC Jupiter.